# Anne Bradstreet
Anne Bradstreet, da nubile Anne Dudley (Northampton, 20 marzo 1612 – Andover, 16 settembre 1672), è stata una poetessa statunitense.
È considerata una figura di spicco tra i primi poeti inglesi emigrati in Nord America e la prima poetessa vissuta nelle colonie nord americane dell'Inghilterra le cui opere sono state pubblicate. È una delle scrittrici puritane più conosciute della letteratura americana ed è soprattutto nota per l'ampio corpus della sua poesia e per gli scritti personali pubblicati postumi. Nata in una benestante famiglia puritana in Northampton, Inghilterra, Bradstreet è stata influenzata soprattutto dall'opera di Du Bartas, specie nelle sue prime opere. I suoi ultimi scritti, in cui è più evidente il suo stile personale, si focalizzano sul ruolo della donna, sulle sfide contro le sofferenze della vita di ogni giorno e sulla fede puritana.

## Biografia
Anne nacque il 20 marzo 1612 a Northampton, Inghilterra, figlia di Thomas Dudley, un governatore del Conte di Lincoln, e di Dorothy Yorke. Grazie alla posizione sociale della sua famiglia crebbe in un ambiente ricco di stimoli culturali, che la indirizzò nello studio della storia, della musica, delle lingue straniere e della letteratura. Il padre le insegnò il greco, il latino, il francese e la introdusse nel mondo della poesia. In particolar modo Anne si interessò alla poesia di Spenser, Sidney, ai sonetti di Shakespeare e Du Bartas.
All'età di sedici anni sposò Simon Bradstreet, figlio di un ministro anticonformista del Lincolnshire. Nel 1630 con i genitori e il marito emigrò nel Nord America a bordo dell'Arbella, una delle undici navi della flotta di Winthrop, composta principalmente da emigrati puritani e diretta verso il New England. Dopo un viaggio di tre mesi la nave toccò per la prima volta il suolo americano il 14 giugno del 1630, in quello che oggi è conosciuto come Pioneer Village (Salem, Massachusetts). La permanenza in quel luogo fu molto breve, specie a seguito della scoperta della vita di stenti riservata ai coloni, falcidiati da malattie e denutrizione. La maggior parte della flotta si diresse verso sud lungo la costa di Charlestown, Massachusetts, per un'altra breve tappa, prima di muoversi lungo il Charles River con l'obiettivo di trovare “the City on the Hill”. La famiglia Bradstreet, nel tentativo di trovare una migliore sistemazione, presto si mosse nuovamente verso la città oggi conosciuta come Cambridge, Massachusetts. In totale Anne e la sua famiglia traslocarono quattro volte in otto anni.
Inizialmente la coppia non riusciva ad avere figli, ma alcuni anni dopo Anne diede alla luce il primogenito Samuel, seguito da altri sette fratelli. Anne contrasse per la prima volta il vaiolo quando era ancora un'adolescente in Inghilterra; successivamente si ammalò nuovamente e negli anni a venire ebbe una paralisi alle articolazioni. Nel 1640 Simon esortò la moglie incinta del sesto figlio a partire per la sesta volta, da Ipswich, Massachusetts, ad Andover Parish. Anne e la sua famiglia da allora vissero nell'Old Center di North Andover. 
Sia il padre di Anne che il marito furono governatori della Colonia della Baia del Massachusetts, e furono figure importanti nella fondazione dell'Università di Harvard nel 1636. Due dei loro figli si laurearono nella prestigiosa università, Samuel (classe 1653) e Simon (classe 1660).
Nel 1650 il cognato di Anne, John Woodbridge, di ritorno in Gran Bretagna dal Massachusetts, pubblicò a Londra un'opera della scrittrice, The Tenth Muse Lately Sprung Up in America: era la prima volta che una poetessa veniva pubblicata in Inghilterra e nel Nuovo Mondo.
Il 10 luglio del 1666 la casa di famiglia nel nord di Andover venne distrutta da un incendio che lasciò i Bradstreet senza un tetto e con pochi averi personali. Dopo quell'evento la salute di Anne si aggravò sempre di più. Soffrì di tubercolosi e dovette affrontare la morte di diversi parenti; grazie alla sua determinazione e alla sua fede, trovò pace nella convinzione che i suoi cari fossero in paradiso. 
Anne Bradstreet morì il 16 settembre del 1672 nel nord di Andover, Massachusetts, all'età di 60 anni. Non si sa di preciso dove sia la sua tomba; molti storici credono che il suo corpo sia sepolto nel cimitero Old Burying Ground nel nord di Andover. Quattro anni dopo la morte di Anne, nel 1672, Simon Bradstreet si sposò per la seconda volta con una donna di nome Anna Gardiner. Nel 1697 Simon morì e fu sepolto a Salem. Quest'area della Merrimack Valley è oggi descritta come la “Valle dei Poeti”.

## The Tenth Muse

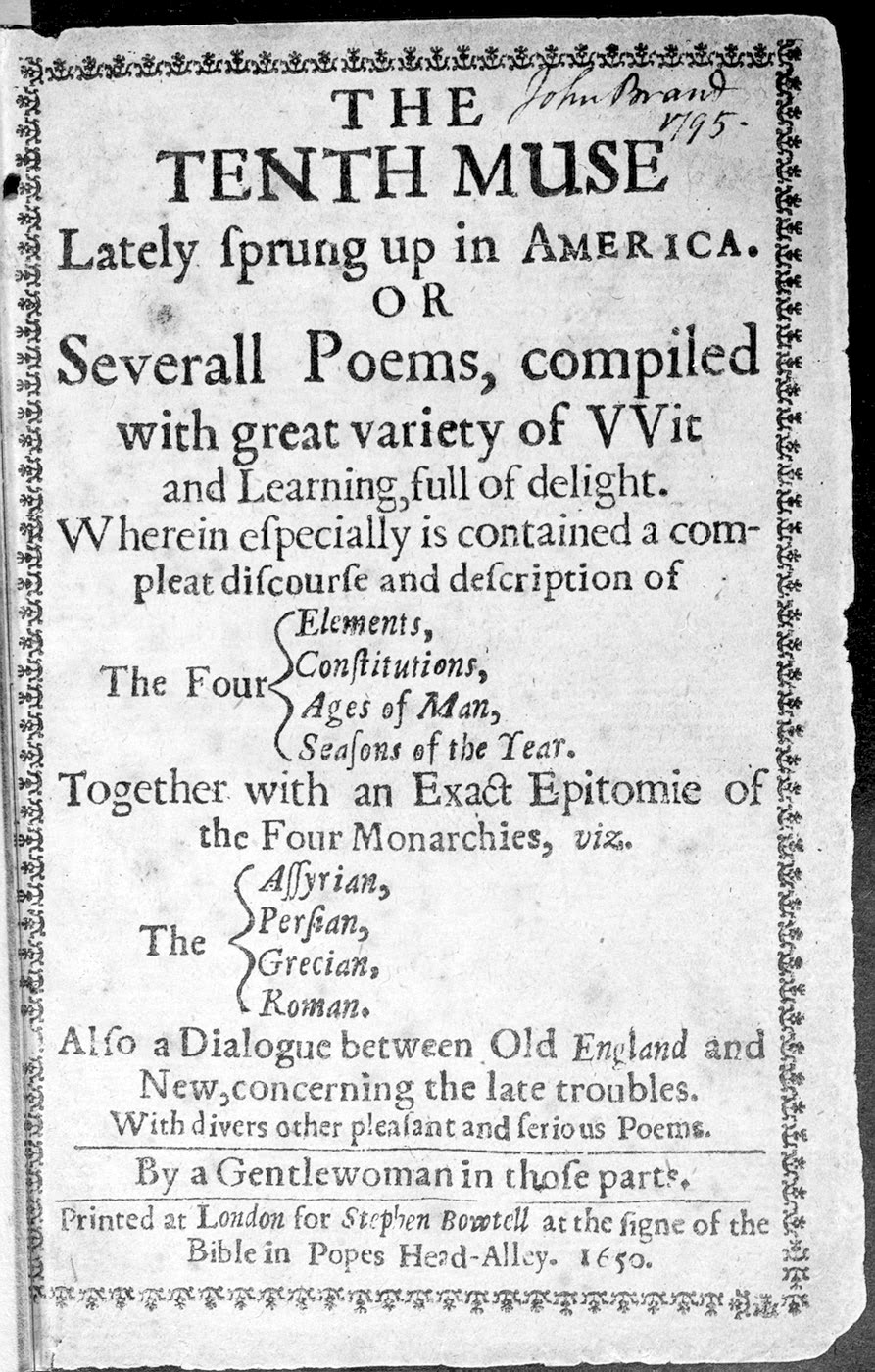
The Tenth Muse, London 1650

L'educazione ricevuta da Anne le consentì di affrontare con una certa padronanza questioni di politica, storia, medicina e teologia. Si dice che la sua biblioteca personale contasse più di 9000 volumi, anche se molti vennero distrutti dall'incendio della casa. Quel preciso fatto ispirò un poema intitolato Upon the Burning of Our House July 10th, 1666.
La prima poesia di Anne che ci è pervenuta è Upon a Fit of Sickness scritta nel 1632 quando aveva solo diciannove anni. In essa l'autrice, che si descrive malata e pronta a morire, esprime i classici temi devozionali puritani: la caducità della vita, l'ineluttabilità della morte e la fede nella salvezza eterna. Molte delle poesie scritte nel periodo 1635-1645, quando viveva con la famiglia nella città di Ipswich, a circa trenta miglia da Boston, verranno raccolte nel libro The Tenth Muse Lately Sprung Up in America, pubblicato a Londra nel 1650 grazie all'intervento del cognato John Woodbridge, che nel 1647 fece ritorno in Inghilterra portando con sé il manoscritto della sua poesia.
Nonostante Anne abbia sostenuto di non essere stata al corrente dell'intenzione di Woodbridge di pubblicare la sua opera, nel poema The Author to her Book, fa riferimento ad una lettera inviategli mentre si trovava a Londra, nella quale dimostra chiaramente di essere a conoscenza del suo piano di pubblicazione.
Questo suo primo lavoro, The Tenth Muse Lately Sprung Up in America by a Gentlewoman in those Parts, accolto con favore sia in Europa che nel Nuovo Mondo, è suddiviso in diverse sezioni. La prima raccolta comprende quattro parti (The Four Elements, The Four Humors of Man, The Four Ages of Man, e The Four Seasons) nelle quali Bradstreet fa riferimento all'anatomia, all'astrologia, alla metafisica greca, a concetti medievali e rinascimentali. Le poesie della sezione successiva, The Four Monarchies, sono invece di ordine storico.
L'opera venne pubblicata a Boston nel 1678 con il titolo Several Poems dopo la morte della poetessa e vi vennero inclusi tredici nuovi poemi, tra cui To My Dear and Loving Husband. Questo volume è posseduto dalla Stevens Memorial Library di North Andover ed è conservato nella camera blindata della Houghton Library ad Harvard.
La maggior parte delle poesie di Anne Bradstreet è basata sull'osservazione del mondo circostante, e si focalizza nei temi domestici e religiosi. Il suo stile risulta profondamente influenzato dal poeta francese Guillaume de Salluste Du Bartas, vissuto nel XVI secolo.
Nonostante la tradizionale mentalità nei confronti delle donne del tempo, Bradstreet fu una libera pensatrice e alcuni l'hanno annoverata fra le prime femministe. Un esempio si trova nel poema In Honour of that High and Mighty Princess Queen Elizabeth of Happy Memory, nel quale Anne elogia la regina Elisabetta, in particolare per l'abilità dimostrata in attività considerate maschili, come la guerra. La regina è presentata come prova dell'erronea, anche se comune, percezione che gli uomini avevano nei confronti delle donne.

### Le due Anne

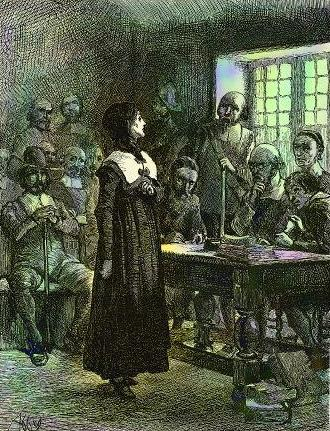
Il processo alla teologa puritana Anne Hutchinson. Dipinto del 1901

Nel 1637, quando Anne Bradstreet aveva 25 anni e il padre Thomas Dudley era vice governatore della colonia di Newtowne (ribattezzata Cambridge nel 1636), nella sala riunioni della Colonia della Baia del Massachusetts si tenne il processo contro una delle principali leader spirituali e intellettuali puritane, Anne Hutchinson, accusata di blasfemia per aver organizzato riunioni settimanali con altre donne per discutere della Bibbia. A quel tempo le donne erano obbligate a partecipare a servizi di preghiera, ma non potevano dire orazioni, né presenziare agli incontri cittadini, e, men che meno, partecipare alle decisioni che venivano lì discusse o farsi promotrici di interpretazioni delle sacre scritture. 
Diverso fu il destino delle due Anne: Hutchinson per il suo attivismo e le sue posizioni teologiche venne ritenuta colpevole di eresia ed espulsa dalla colonia; Bradstreet, dopo la pubblicazione del suo The Tenth Muse, divenne un'icona culturale.
Le due donne, apparentemente agli antipodi per la scelta di rivendicare l'una un proprio ruolo pubblico, l'altra quello domestico, rappresenterebbero due modi diversi di sfidare le opinioni allora prevalenti sulle donne. Se il modello della donna puritana era quello di una madre/moglie sottomessa, virtuosa ed obbediente, relegata esclusivamente alle cure domestiche, anche Bradstreet, donna colta e fervida lettrice, prima scrittrice delle colonie a venire pubblicata, avrebbe dimostrato con la sua vivacità intellettuale e la sua produzione letteraria, di non rientrare pienamente in questo schema.
Inoltre, la stessa poesia che Brandstreet dedicò al marito, To My Dear and Loving Husband, formalmente e tecnicamente vicina a un sonetto shakespeariano, rivelerebbe un modo non tradizionale di affrontare le contraddizioni insite nella fede puritana: i rigori dogmatici della predestinazione (la natura umana è completamente corrotta, la salvezza non dipende dalle opere ma dalla sola fede, dono assolutamente gratuito della Grazia di Dio che salva gli eletti, i predestinati) non escludono la gioia di vivere la dimensione terrena.

Dopo aver affermato che marito e moglie rappresentano un solo essere, nella quartina centrale della poesia dedicata al marito, Bradstreet scrive:   
Or all the riches that the East doth hold.
My love is such that Rivers cannot quench,
Nor ought but love from thee, give recompense.»
o di tutte le ricchezze che l’Oriente possiede.
Il mio amore è tale che i fiumi non possono spegnerlo,
tu non mi devi altra ricompensa che amore.»
(Anne Bradstreet, "To My Dear and Loving Husband")
Il riferimento terreno, sensuale, si ricompone all'interno di una dimensione spirituale: la dualità fra amore terreno e celeste viene risolta attribuendo all'amore per il marito un significato religioso, glorificando Dio attraverso l'unione matrimoniale.
Per una fede, quale quella puritana, basata esclusivamente sulla devozione a Dio, in cui agli umani non è concesso di distrarsi pensando alle cose mondane, l'uso e il significato di questa metafora rappresentano un aspetto di novità.

## Stile letterario e temi

### Uso delle metafore
Nella raccolta delle sue poesie Bradstreet usa una grande varietà di metafore. In "A Letter to Her Husband, Absent Upon Public Employment"  paragona se stessa alla terra in inverno e fa riferimento alla morte. L'assenza del marito, descritto come una luce che si allontana, privandola del calore del suo amore, le provoca una sensazione di smarrimento. La poesia procede con la metafora del sole che rappresenta il futuro, ovvero il momento in cui lui tornerà e sarà ancora estate.
Altro esempio è la poesia “Another II”, anch'essa dedicata al marito, in cui Bradstreet compara se stessa ed il marito con tre differenti “romantiche” specie animali: il cervo, la colomba e la triglia, aggiungendo una sorta di gioco di parole con l'utilizzo dei termini “deer” e “dear” per aggiungere una nota bizzarra alle sue poesie d'amore.
La natura rappresentava una realtà importante nella società puritana, e ciò si riscontra soprattutto nelle opere letterarie del XVII e XVIII secolo, un'epoca in cui le comunità dipendevano direttamente da essa per soddisfare i propri bisogni materiali. I puritani ritenevano che Dio avesse dato loro una bellissima ed intoccabile terra che andava trasformata in un abbondante e prosperoso territorio. La scrittura di quel tempo non fa solo riferimento alla natura ma anche al rapporto che essa ha con i suoi abitanti.

### Temi
Uno dei temi più comuni presenti nelle poesie di Bradstreet è il ruolo della donna. Pur vivendo in una società puritana, Anne non approva l'idea dominante secondo cui le donne, inferiori rispetto agli uomini, devono occuparsi esclusivamente delle faccende domestiche. Nella poesia “In Honour of that High and Mighty Princess Queen Elizabeth of Happy Memory”, così come in “The Prologue", ad esempio, mette in discussione questi principi, sostenendo che il genere femminile possiede anche abilità pari a quello maschile.
Nella sua opera è spesso presente il riferimento alla nostalgia nei confronti della madrepatria, ovvero l'Inghilterra. Esempi si trovano nel poema “Dialogue Between Old England and New”, che enfatizza la relazione quasi familiare esistente tra la terra d'origine (definita "madre") e le colonie in cui ha vissuto (chiamate "figlie"). La poetessa assicura che il legame tra i due paesi continuerà nel tempo e questo implica che ciò che accade in Inghilterra avrà quasi sicuramente delle ripercussioni anche in America. 
Un altro tema ricorrente è quello della mortalità. In molte opere Anne fa riferimento alla sua morte e a come questa avrà ripercussioni nella vita della sua famiglia e delle altre persone a lei vicine, come ad esempio nella poesia "Before the Birth of One of Her Children”. La ricorrenza del tema della morte può essere vista come un elemento autobiografico. Dato che la sua opera non era destinata ad un pubblico preciso, lei fa riferimento a fatti personali, come ad esempio alla consapevolezza di avere dei problemi di salute e alla paura di morire. Inoltre, diversamente da altri scrittori del tempo, Anne dà molto spazio alla descrizione dei suoi stati d'animo nelle sue poesie, forse perché ignara che qualcuno avrebbe in seguito letto i suoi scritti. La sua scrittura rappresenta le gioie e i dolori della vita quotidiana.
La poetessa è conosciuta per avere usato la poesia come mezzo per mettere in discussione le proprie credenze puritane; il suo dubbio riguardante la misericordia di Dio e i suoi continui tentativi di proiettare la sua fede in lui è presente in alcuni poemi come “Verses upon the Burning of our House” e “In Memory of My Dear Grandchild”. Anne non ha mai misconosciuto la potenza della fede, ma il suo credo è stato messo a dura prova durante tutta la sua vita, soprattutto dopo l'incendio che distrusse la casa di famiglia. La sua opera affronta, attraverso una forma privata come la scrittura, un conflitto che molti puritani non sarebbero stati in grado di nominare.
Bradstreet ha inoltre sfidato le credenze puritane annunciando la sua completa infatuazione nei confronti del marito, in una società in cui era ritenuto improprio glorificare l'amore romantico. In “To My Dear and Loving Husband” Bradstreet confessa il suo amore eterno per Simon scrivendo "Il tuo amore è tale che non posso ripagarlo in alcun modo, prego che i cieli ti ricompensino in abbondanza" (“Thy love is such I can no way repay, The heavens reward thee manifold, I pray")  I suoi profondi sentimenti sono evidenti anche in "A Letter to Her Husband, Absent upon Public Employment". L'aperta manifestazione dei suoi sentimenti aiuta i lettori a capire la sua grande temerarietà, manifestata in una realtà in cui i puritani credevano che questo tipo di amore intenso avrebbe allontanato le persone da Dio.
Un altro aspetto che appare nella poesia della Bradstreet è la rappresentazione del corpo femminile come sinonimo di fertilità, non solo riferita all'atto di dare alla luce dei figli, presupposto della società puritana, ma anche alla capacità di "partorire" idee e pensieri razionali.

### Stile

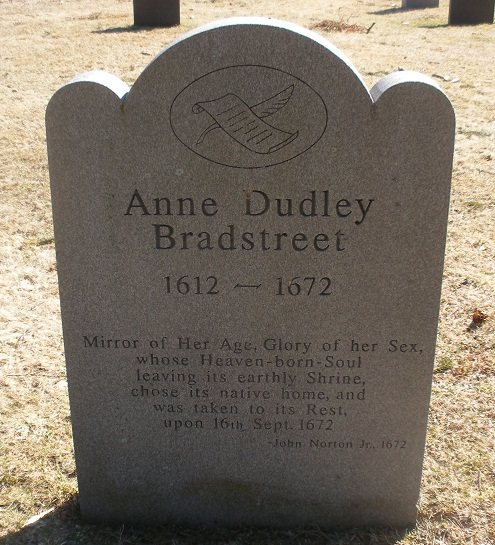
La lapide di Anne Bradstreet nel cimitero di North Andover, Massachusetts

Sebbene Anne Bradstreet avesse affrontato difficili prove nella sua vita, le sue poesie sono spesso scritte con un tono positivo e di speranza. In "Memory of My Dear Grandchild Simon Bradstreet” la poetessa manifesta la sua tristezza per la perdita del nipote, ma al tempo stesso si consola perché sa che lo incontrerà in Paradiso.  In "Upon the Burning of Our House” dopo aver descritto la sua casa in fiamme, dichiara disinteressatamente che “there's wealth enough, I need no more”. Nonostante avesse perso tutto ciò che possedeva, mantenne un'attitudine positiva e una solida fede in Dio.
Nelle sue poesie Bradstreet usa a volte un tono sarcastico. Ad esempio nella prima strofa di "The Prologue" afferma che "for my mean pen are too superior things", riferendosi alla società convinta che lei, in quanto donna, non fosse in grado di scrivere poesie sulla guerra o sulla fondazione di nuove città. Anche nella quinta strofa scrive in modo ironico "who says my hand a needle better fits", riferendosi sempre ai contemporanei che relegavano le donne esclusivamente alle faccende domestiche.

### Fortuna dell'opera
Bradstreet incontrò molte critiche dopo la pubblicazione della sua raccolta, in quanto la scrittura non era considerata un'attività accettabile per una donna del tempo. Una delle figure più note della sua epoca, John Winthrop, criticò Ann Hopkins, moglie del conosciuto governatore della colonia del Connecticut Edward Hopkins; secondo lui la donna doveva esclusivamente essere una casalinga e lasciare che gli uomini si occupassero di scrittura, "le cui menti sono più forti". Nonostante le pesanti critiche nei confronti delle donne del tempo, Bradstreet continuò a scrivere, e questo ultimo aspetto sottolinea il fatto che lei volesse realmente ribellarsi alle norme della società nella quale viveva.
Anche un famoso ministro del tempo, Thomas Parker, era contrario all'idea che le donne si dedicassero alla scrittura; egli scrisse una lettera alla sorella nella quale le intimava di rinunciare alla pubblicazione di un suo libro, in quanto attività non femminile. Non c'è dubbio che anche lui fosse contrario alla vocazione di Bradstreet. Queste visioni negative sono argomentate dal fatto che le ideologie puritane stabilivano che le donne erano inferiori agli uomini.
Tuttavia la sua opera ebbe anche un riscontro positivo: Bradstreet venne infatti elogiata da Cotton Mather, allora una delle più influenti autorità religiose in America. Particolarmente apprezzati furono i suoi poemi religiosi "Contemplations", scritti per la sua famiglia e pubblicati alla metà del XIX secolo. Circa un secolo dopo, Martha Wadsworth Brewster, una famosa poetessa e scrittrice americana del XVIII secolo, nel suo principale lavoro intitolato Poems on Diverse Subjects, affermò di essere stata influenzata dall'opera di Anne e le rese omaggio.

## Opere
- The Tenth Muse, Lately Sprung up in America, London, Bowtell, 1650
- Several Poems, Compiled with Great Variety of Wit and Learning, Full of Delight, Boston, Foster, 1678
- The Works of Anne Bradstreet in Prose and Verse, a cura di John Harvard Ellis, Charlestown, Cutter, 1867
- The Works of Anne Bradstreet, a cura di Jeannine Hensley, Cambridge, Harvard University Press, 1969
- The Complete Works of Anne Bradstreet, a cura di Joseph R. McElrath, Jr., Alan P. Robb, Boston, Twayne, 1981

### Poesie principali
- Upon a Fit of Sickness (1632)
- In Honour of that High and Mighty Princess Queen Elizabeth of Happy Memory (1643)
- The Author to her Book (1678)
- My Dear and Loving Husband (1678)
- A Letter to Her Husband, Absent upon Public Employment (1641-1643)
- Dialogue Between Old England and New (1642)
- In Memory of My Dear Grandchild” (1665)
- Before the Birth of One of Her Children (1666)
- The Prologue